# Helen Volková
Helen Volková (* 29. dubna 1954) je bývalá zimbabwská pozemní hokejistka, členka týmu, který v roce 1980 na olympijských hrách v Moskvě vybojoval zlaté medaile. V turnaji nastoupila ve dvou utkáních a to proti Československu a Sovětskému svazu.